# Yrjö Hietanen
Yrjö Hietanen, né le 12 juillet 1927 à Helsinki et mort le 26 mars 2011 dans la même ville, est un kayakiste finlandais pratiquant la course en ligne.

## Palmarès

### Jeux olympiques de canoë-kayak course en ligne
- 1952 à Helsinki,  Finlande
  -  Médaille d'or en K-2 1 000 m
- 1952 à Helsinki,  Finlande
  -  Médaille d'or en K-2 10 000 m [1]